# Cirrhilabrus morrisoni
Cirrhilabrus morrisoni Allen, 1999 è un pesce d'acqua salata appartenente alla famiglia Labridae.

## Distribuzione e habitat
Proviene dalle barriere coralline del nord-ovest dell'Australia, nell'oceano Indiano. Nuota tra i 25 e i 35 m di profondità.

## Descrizione
In questa specie il dimorfismo sessuale è piuttosto evidente: le femmine sono prevalentemente arancioni, mentre i maschi presentano anche aree viola e nere oltre a macchie blu sulla pinna caudale, che nei maschi adulti ha i raggi centrali più allungati di quelli esterni. Le pinne pelviche sono allungate.
La lunghezza massima registrata è 5,5 cm.

## Comportamento
Nuota in banchi insieme a esemplari del genere Paracheilinus.

## Conservazione
Viene classificato come "a rischio minimo" (LC) dalla lista rossa IUCN nonostante l'areale non molto esteso perché è raro e poco ricercato negli acquari ed è invece comune in alcune aree marine protette